# عصارخانه خور
عصارخانه خور مربوط به دوران‌های تاریخی پس از اسلام - دوره صفوی است و در خور، کناره مقبره میر عبدالله واقع شده و این اثر در تاریخ ۱۹ مرداد ۱۳۸۴ با شمارهٔ ثبت ۱۲۷۶۳ به‌عنوان یکی از آثار ملی ایران به ثبت رسیده است.